# Gürel
Gürel ist ein türkischer weiblicher Vorname und Familienname.

## Namensträger

### Familienname
- Aysel Gürel (1929–2008), türkische Schauspielerin und Dichterin
- Ediz Gürel (* 2008), türkischer Schachspieler
- Mustafa Gürel (* 1988), türkischer Fußballspieler
- Özge Gürel (* 1987), türkische Schauspielerin
- Özhan Gürel (* 1980), türkischer Basketballspieler und -trainer
- Peyami Gürel (* 1959), türkischer Künstler
- Seden Gürel (* 1965), türkische Popmusikerin
- Şükrü Sina Gürel (* 1950), türkischer Akademiker, Politiker und ehemaliger Außenminister